# Peter Sallmayer
Peter Sallmayer (* 21. Mai 1961 in Dornbirn) ist ein  österreichischer ehemaliger Fußballspieler.

## Spielerkarriere

### Vereine
Peter Sallmayer wechselte zum 1. Juli 1979 von Schwarz-Weiß Bregenz zu SK Rapid Wien. Bereits kurz nach dem Wechsel spielte er sechs Spiele im UI-Cup und konnte dabei ein Tor erzielen. In der ersten Runde des folgenden UEFA Cups kam er in zwei Spielen (ein Tor) zum Einsatz, wurde dann aber nicht berücksichtigt. Im Achtelfinale scheiterte Rapid an Real Madrid. In drei Spielzeiten kam er auf 61 Einsätze in der 1. Division, wobei er 50 mal in der Startelf stand und vier Tore erzielte. Er kam auch im ÖFB-Cup zum Einsatz. In der Saison 1981/82 wurde er mit Rapid österreichischer Meister. 1982 folgte der Wechsel zum Ligakonkurrenten Casino Salzburg. In der Liga absolvierte er 76 Spiele (15 Tore). Wie auch bei Rapid spielte er für Salzburg im ÖFB-Cup. Am 1. Juli 1985 folgte sein Wechsel zu IG Bregenz/Dornbirn und schloss sich nach der Trennung des Vereins im Juli 1987 dem FC Dornbirn an. In der Saison 1987/88 spielte er für Dornbirn 18 mal in der Regionalliga West und konnte die Meisterschaft feiern. In der Folgesaison stieg der Verein in die 2. Liga auf, wo Sallmayer 32 Einsätze (3 Tore) verzeichnen konnte.
Am 1. Juli 1988 verließ er den FC. Im darauffolgenden Jahr schloss er sich dem VfB Hohenems an und kam ohne Torerfolg zu 11 Spielen in der Regionalliga West. Er blieb in der Regionalliga West und ging am 1. Januar 1990 wieder zum SW Bregenz, für welchen er sieben Spiele bestritt. Nach der Saison stieg Bregenz aus der Regionalliga ab. Bereits nach einem halben Jahr ging er nach Liechtenstein zum FC Vaduz.
Am 7. März 1994 ging er zum Dornbirner SV und bereits am 8. Juli des gleichen Jahres weiter zu Admira Dornbirn, wo er bis 24. Januar 1996 spielte. Anschließend schloss er sich erneut dem FC Dornbirn an, wo er am 1. Juli 1997 seine Spielerkarriere beendete.

### Nationalmannschaft
In der Qualifikation zur U-21-EM kam er 1980/81 in zwei Spielen der österreichischen U-21 über die volle Spielzeit zum Einsatz. So stand er auch bei der 0:4-Niederlage gegen die U-21 von Deutschland am 28. April 1981 in der Mannschaft. Österreich konnte sich nicht für eine Teilnahme qualifizieren.

### Trainerkarriere
Direkt nach seinem Karriereende wurde er Trainer bei FC Hard, welcher in der Regionalliga West spielte, und blieb dies bis 9. Oktober 1998. Seine UEFA-B-Lizenz als Trainer hatte er im September 1989 erhalten und die UEFA-A-Lizenz 1997. Ab dem 21. Oktober 2002 ist er Inhaber der UEFA-Pro-Lizenz. Von Mitte 2000 bis Mai 2002 war er Trainer vom FC Dornbirn. Für 67 Ligaspiele in der österreichischen U-19 Jugendliga trainierte er die Vorarlberger Auswahlmannschaft U19 (AKA Hypo Vorarlberg). Nachdem er von Ende September 2008 bis Ende Juni 2011 Trainer beim FC Viktoria 62 Bregenz kehrte er als Trainer zum FC Dornbirn und in die Regionalliga West zurück. Mit Bregenz konnte er 2009 des VFV-TOTO-Cup gewinnen und wurde in der darauffolgenden Saison Vizemeister in der Vorarlbergliga. Auch mit dem FC Dornbirn konnte er 2012 den VFV-TOTO-Cup gewinnen und Platz 3 in der Liga belegen. Zusätzlich war er sportlicher Leiter und Nachwuchsleiter des Vereins. Am 3. September 2013 legte er die beiden Ämter nieder, um Ende des gleichen Jahres erneut Trainer von Viktoria Bregenz zu werden. Bis 2. März 2014 blieb er Trainer in Bregenz, übernahm anschließend bis 30. Juni 2014 die Vorarlberger Auswahlmannschaft U16 und dann bis 30. Juni 2015 die Vorarlberger Auswahlmannschaft U15. Als Jugendtrainer kam er Ende 2016 für drei Monate zum VfB Hohenems, ging dann aber bis Ende 2017 als Trainer zum VfB Bezau. Es folgte bis 19. April 2018 sein kurzes Engagement als Trainer des FC Wolfurt. Ab 6. August 2018 war er wieder Jugendtrainer bei Hohenems. Hier war er zusätzlich ab 20. September 2018 sportlicher Leiter. Zum 1. Juli 2019 übernahm er Hohenems III und gab die Jugendtrainerschaft ab. Ende Juli 2020 beendete er seine Ämter bei Hohenems und wurde bis 13. August 2020 Trainer des SV Lochau in der Eliteliga Vorarlberg. Ab dem 30. September 2020 ist er sportlicher Leiter der Viktoria Bregenz. Am 30. Juli 2023 schied er aus dem Amt aus.

## Erfolge
- Österreichischer Meister 1982
- Österreichischer Meister in der Regionalliga West 1988